# بيير ميكيل
بيير ميكيل (بالفرنسية: Pierre Miquel)‏(ولد في 30 يونيو 1930 في فرنسا، وتوفي 26 تشرين الثاني/نوفمبر 2007 في بولون-بيانكور)، كان مؤرخاً وروائياً إنجليزياً.

## روابط خارجية
- بيير ميكيل على موقع IMDb (الإنجليزية)